# Club Deportivo Logroñés
Il Club Deportivo Logroñés, conosciuto semplicemente come Logroñés, era una società calcistica spagnola con sede nella città di Logroño, ne La Rioja.

## Storia
Fondato nel 1940 e considerato un club storico del calcio spagnolo, fallì nell'estate 2009 in seguito a pesanti problemi finanziari. Sulle sue ceneri, nel 2009 nasce la Sociedad Deportiva Logroñés.

## Statistiche

### Partecipazioni ai campionati
- 9 stagioni in Primera División

- 18 stagioni in Segunda División

- 11 stagioni in Segunda División B

- 29 stagioni in Tercera División

## Palmarès

### Competizioni nazionali

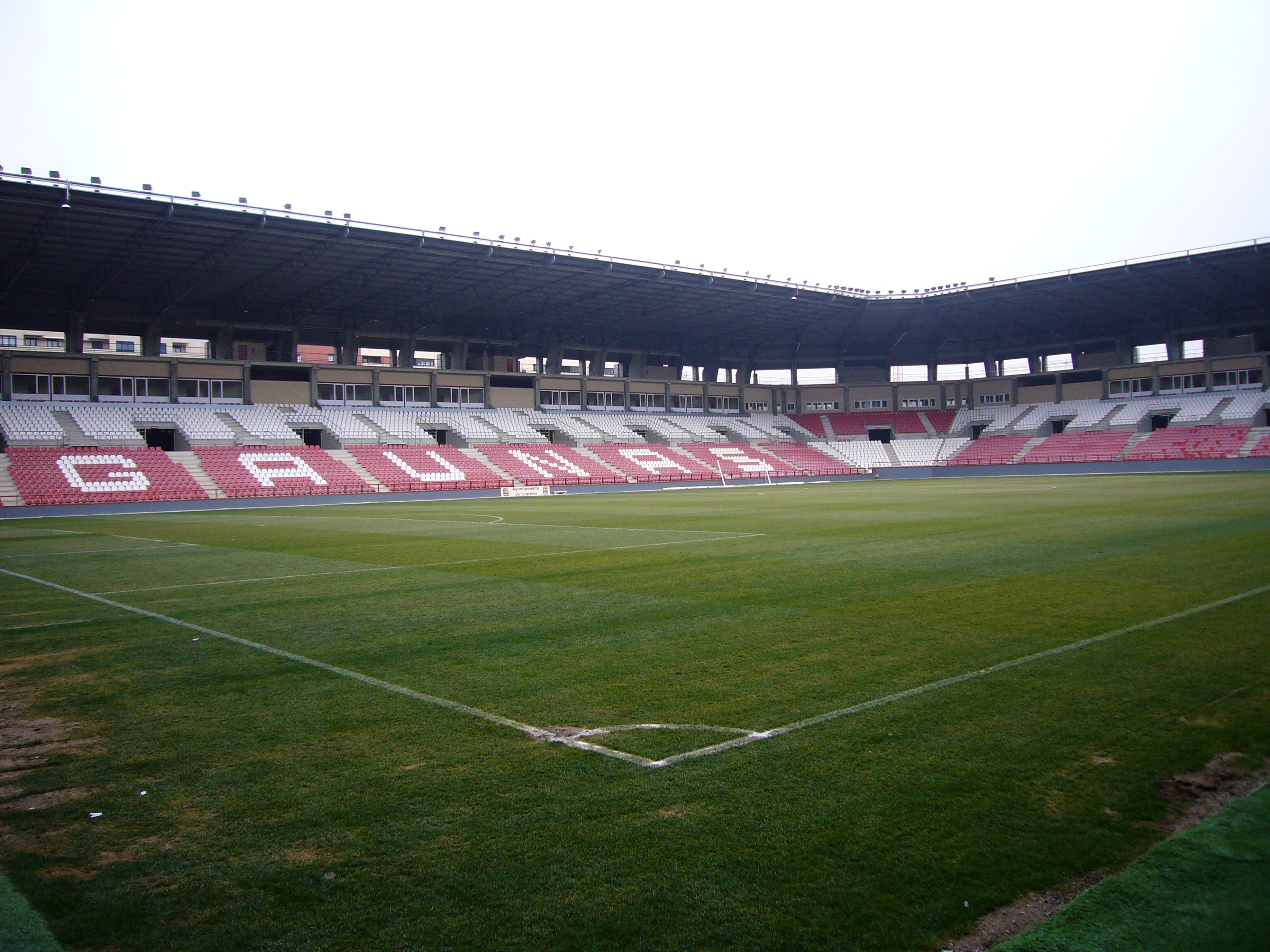
Stadio Las Gaunas.

- Tercera División: 5

1943-1944, 1958-1959, 1969-1970, 1977-1978, 2000-2001